# Лявоны
«Ляво́ны» (бел. Ляво́ны) — белорусская рок-группа. Среди наиболее известных песен: «Конiк патлаты» и «Спявай, Лявон».

## История

### «Лявоны» 1968—1970-го годов
В 1968 году внутри эстрадного ревю «Лявониха» музыканты организовали фолк-рок-коллектив с названием «Лявоны». Среди его участников были: Владимир Мулявин (вокал, гитара) Леонид Тышко (бас-гитара), Валерий Яшкин (орган, баян), Владислав Мисевич (саксофон, флейта, сопилка), Александр Демешко (барабаны), а также старший брат Владимира Мулявина — Валерий (гитара, труба) и Валерий Гурдизьяне (тромбон).
Лявон – национальный герой белорусских преданий, весельчак, балагур, гуляка и душевный парень. В собирательном образе – аналог русского Ивана.
В сентябре 1969 года «Лявоны» получили от Белорусской государственной филармонии статус вокально-инструментального ансамбля, а в октябре 1970 года данный коллектив меняет название «Лявоны» на «Песняры».

### 1996—2003: Молодёжная студия «Лявоны» при Белорусском государственном ансамбле «Песняры»
«Лявоны» были воссозданы на базе ВИА (БГА) «Песняры» в 1996 году Владимиром Мулявиным в качестве молодёжной творческой рок-лаборатории.  Название получила в честь одноимённого коллектива «Лявоны», ставшего в 1968 году предтечей легендарных «Песняров».
Основу нового коллектива составили музыканты, вышедшие из тогдашней минской андеграунд-группы «Чистое серебро» Владимира Зелинского: Олег Устинович (Паганини) (бас-гитара, стихи), Юрий Задиран (гитара, композиция), Георгий Высоцкий (клавишные, аранжировка), Сергей Осипов (aka amcb) (флейта, перкуссия, аранжировка), Юрий Лукьянчик (Маленький) (ударные), а также Павел Заяц (вокал, композиция).
В 1996 году первой песней, записанной «Лявонами», стала «Мілая дзяўчына». Эта композицию по праву можно назвать визитной карточкой коллектива.
Летом 1996 года прошли съемки видеоклипа на песню «Мілая дзяўчына» (режиссёр — Тамара Лисицкая). По итогам 1996 года, подведенным программой «Музыкальная обойма», клип «Мілая дзяўчына» был признан «Лучшим клипом года».
В 1997 году уходят: Георгий Высоцкий, Юрий Задиран, Юрий Лукьянчик, Сергей Осипов (последний в 1999 году возвращается). Приходят Сергей Медведев (вокал, гитара) и Андрей Юшко (ударные).
После раскола в БГА «Песняры» в 1998 году, «Лявоны» принимают предложение Владимира Мулявина и входят в основной состав вокально-инструментального ансамбля «Песняры», прекратив на время собственную творческую деятельность. Тем не менее, как группа «Лявоны» периодически появляются на различных концертных площадках: Славянский базар в Витебске, съемки различных мероприятий «БТ».
В 2001 участвуют в концерте в ГЦКЗ «Россия», посвященном 30-летию ансамбля «Песняры».
В 2002 году по приглашению Белорусского общественно-культурного товарищества (БОКТ) открывают фестиваль славянской культуры в Гайновке (Польша, Беловежская пуща).
В 2003 году, после смерти Владимира Мулявина, участники группы «Лявоны» увольняются из БГА «Песняры» и начинают работу составе ВИА «Песняры» под управлением Леонида Борткевича.

### 2004—2007: Воссоединение «Лявонов»
Зимой 2004 года с песней «Я не знаю» «Лявоны» в составе Павла Заяца, Андрея Юшко, Ильи Малай (клавишные) приняли участие в телеконкурсе «На перекрёстках Европы» и вошли в хит-парад на шесть месяцев. Вскоре «Лявоны» снова вошли в чарты с новой песней «Без тебя».
С ноября 2005 года начался новый этап в жизни группы «Лявоны». Были записаны несколько англоязычных композиций, в том числе и песня «Come Back» (П. Заяц — М. Голденков), с которой «Лявоны» приняли участие в белорусском национальном отборочном туре конкурса песни «Евровидение-2006».
В 2007 году «Лявоны» в составе Сергея Осипова, Павла Зайца и Андрея Юшко начинают восстанавливать неизданную программу 1996 года. Ввиду занятости музыкантов работой в составе «Песняров», работа над ней так и не была завершена.

### 2009—2012, 2016: «Лявоны» под руководством Сергея Медведева
В конце 2008 года бывшие участники «Лявонов»: Сергей Осипов, Олег Устинович и Сергей Медведев совместно с большинством других музыкантов (Ян Женчак (вокал, скрипка), Юрий Рудаковский (ударные), Павел Хасанов (клавишные) и Владимир Стригельский (вокал)) уволились из ВИА «Песняры» п/у Леонида Борткевича, и в 2009 году образовали новую группу, официально её наименовав данным Владимиром Мулявиным молодёжной студии при БГА «Песняры» названием — «Лявоны». Музыкальным руководителем и лидером коллектива стал Сергей Медведев, художественным руководителем — Марина Мулявина (дочь Владимира Мулявина). Меняется звучание группы в сторону альтернативного рока.
Группа возвращается к концепции рок-лаборатории. В честь ансамбля «Лявоны» 1968—1970-го годов выпускает кавер-альбом «История продолжается».
К 80-летию Национального академического народного оркестра Республики Беларусь имени Иосифа Жиновича, в 2010 году,  «Лявоны» принимают участие в постановке музыкальной поэмы «Гусляр» (И. Лученок — В. Мулявин). Солисты: Гусляр — Ян Женчак, Князь — Пётр Елфимов.
В том же 2010-м году выпускают альбом «Спявай, Лявон». Заканчивают тур в конце года участием в новогоднем гала-концерте «ВИА Хит-парад» (Крокус Сити Холл).
В 2012 году деятельность коллектива приостановилась, возобновилась в 2016 году, однако в том же году группа «Лявоны» прекратила существование.

## Участники
- Геннадий Блинов — клавишные
- Георгий Высоцкий — клавишные, аранжировка
- Ян Женчак — вокал, скрипка, композиция
- Юрий Задиран — гитара, композиция
- Павел Заяц — вокал, композиция
- Юрий Лукьянчик (Маленький) — ударные
- Илья Малай — клавишные
- Сергей Медведев — вокал, гитара, композиция
- Сергей Осипов — духовые, сякухати, композиция
- Юрий Рудаковский — ударные
- Сергей Савицкий — вокал
- Игорь Сипаков — клавишные
- Владимир Стригельский — вокал
- Олег Устинович — бас-гитара, стихи, композиция
- Павел Хасанов — клавишные
- Андрей Юшко — ударные

Музыкальный руководитель — Сергей Медведев (2009—2012, 2016)
Художественный руководитель — Марина Мулявина  (2009—2012)
Директор — Юлия Гордеева (2009—2012, 2016)
Звукоинженер — Сергей Осипов (2009—2012, 2016)

## Дискография
| Год  | Название                | Лейбл |
| ---- | ----------------------- | ----- |
| 2009 | История продолжается... | Vigma |
| 2010 | Спявай, Лявон           | Vigma |